# Bettembos
Bettembos is een gemeente in het Franse departement Somme (regio Hauts-de-France) en telt 99 inwoners (2009). De plaats maakt deel uit van het arrondissement Amiens.

## Geografie
De oppervlakte van Bettembos bedraagt 4,2 km², de bevolkingsdichtheid is dus 23,6 inwoners per km².
De onderstaande kaart toont de ligging van Bettembos met de belangrijkste infrastructuur en aangrenzende gemeenten.

## Demografie
Onderstaande figuur toont het verloop van het inwonertal (bron: INSEE-tellingen).